# Placido Spadafora
Placido Spadafora (Palermo, 1628 – Palermo, 1º novembre 1691) è stato un grammatico e gesuita italiano, autore tra l'altro di una Prosodia italiana (1682), dizionario di pronuncia e soprattutto di accentazione, più volte ristampato fino all'800.

## Biografia
Placido Spadafora nacque a Palermo nel 1628 da Alfio Spadafora e da Vincenza Acquaviva. Compiuto il corso di teologia e ammesso nella Compagnia di Gesù nel 1644, svolse una attiva e proficua attività didattica, di cui sono una testimonianza lavori scolastici come i Precetti grammaticali sopra le parti più difficili e principali dell'oratione latina e ... un trattato dei verbi italiani transitivi e intransitivi (Palermo 1695), e una Grammatica ... con l'aggiunta in fine di alquante regole a far riflettere i verbi transitivi ed altri (circolante ancora nell'800); e inoltre , altre due opere più note: Patronimica graeca et latina, Palermo 1668, e Phraseologia utriusque linguae latinae et italicae, Palermo 1688.
Ma le opere che collocano, a buon diritto, lo Spadafora nella storia della grammatica e della lessicografia italiana del '600 sono la Prosodia e il Dizionario dialettale (conservato manoscritto presso la Bibl. Com.le di Palermo, con la segnatura 2 Qq E 30-32).
La Prosodia italiana ebbe una notevole fortuna editoriale. Dopo la I ediz. palermitana del 1682, seguita dalla veneziana del 1684 escono, dopo la morte dell'autore (1691) l'ediz. veneziana del 1692, napoletana (1695), bolognese (1704), la II ediz. palermitana del 1709 e l'edizione veneta 'correttissima' del 1718. Ma le ristampe continuano fino all'800, a testimoniare l'interesse per l'opera del lessicografo siciliano; sugnificative in questo senso l'edizione veneziana del 1820 e la napoletana del 1828.